# Великая французская революция в культуре
В течение более чем двухсот лет, прошедших с момента её начала, Великая французская революция получила широкое отражение как во французской, так и в мировой культуре, в том числе в исторической и других науках, в различных видах и жанрах искусства, в филателии и нумизматике.  Во Франции её присутствие можно ощущать повсюду — от национального девиза на фасаде ратуши и трёх цветов государственного флага до государственного гимна (Марсельеза), национального праздника (14 июля) и многих других культурных символов. В XIX веке учёные и художники воспринимали себя как наследников исключительных событий революции и выразителей их необратимых последствий. В XX веке приход кинематографа привёл к рождению новой иконографии французской революции, которая черпала своё вдохновение в работах историков и писателей XIX века, таких как «Повесть о двух городах» Ч. Диккенса.

## В исторической науке
Несмотря на большое различие в подходах и оценках Великой французской революции в исторической науке, среди историков сохраняется широкое согласие в том, что Великая французская революция является водоразделом в европейской и, соответственно, мировой истории.

## В литературе
- Алый Первоцвет
- Анж Питу (роман)
- Белые и синие
- Волонтёр девяносто второго года
- Волчицы из Машкуля (роман)
- Графиня де Шарни (роман)
- Девяносто третий год
- Женщина с бархаткой на шее
- Жозеф Бальзамо (роман)
- Ожерелье королевы (роман)
- Повесть о двух городах
- Сердце бури
- Смерть Дантона (пьеса)
- Шевалье де Мезон-Руж (роман)
- Шуаны, или Бретань в 1799 году

## В изобразительном искусстве
Великая Французская революция широко представлена в европейском изобразительном искусстве, прежде всего в живописи и скульптуре. Широко известная картина «Свобода, ведущая народ», ставшая своего рода символом революции как таковой и часто использующаяся для иллюстрации событий конца XVIII века, на самом деле относится к революции более поздней (что видно по костюмам персонажей). Тем не менее, центральная фигура, полуобнаженная женщина с трехцветным флагом и в фригийском колпаке, ассоциируется именно с Великой Французской революцией. 
Взятие Бастилии стало для большинства современников знаковым событием, вне зависимости от их собственных политических пристрастий. Художники стремились запечатлеть это событие в живописи, на рисунках, в гравюрах.  
- Раскрашенный вручную офорт 1789 года
- Неизвестный автор, между 1789 и 1794
- Шарль Тевенен, ок. 1792
- Освобождение узника во время взятия Бастилии, гравюра

## В музыке
Ряд песен времён революции, такие, как «Са ира», пользуются известностью по сей день, а «Марсельеза» является гимном Французской республики.

## В филателии
- Почтовые марки СССР
- 200 лет Великой французской революции
- Взятие Бастилии 14 июля 1789 года
- Ж.П. Марат, Ж.Ж. Дантон, М. Робеспьер

- Почтовые марки США
- 200 лет Великой французской революции

## В кино
- «Алый Первоцвет» (The Scarlet Pimpernel) — реж. Гарольд Янг (Великобритания, 1934).
- «Повесть о двух городах» (A Tale of Two Cities) — реж. Джек Конуэй (США, 1935), экранизация одноименного романа Ч. Диккенса.
- «Марсельеза» (La Marseillaise) — реж. Жан Ренуар (Франция, 1938).
- «Террор и Революция» (Reign of Terror) — реж. Энтони Манн (США, 1949).
- «Кадет Руссель» (Cadet Rousselle) — реж. Андре Юнебель (Франция, 1954).
- «Опасное изгнание» (Dangerous Exile) — реж. Брайан Десмонт Херст (Великобритания, 1958).
- «Повесть о двух городах» (A Tale of Two Cities) — реж. Ральф Томас (Великобритания, 1958), экранизация одноименного романа Ч. Диккенса.
- «Диалог кармелиток» (Le Dialogue des carmélites) — реж. Филипп Агостини и Раймон Леопольд Брукбергер (Франция, Италия, 1960).
- «Авантюрист» (L’avventuriero) — реж. Теренс Янг (Италия-США, 1967).
- «Повторный брак» / «Новобрачные II-го года» / «Мерзавец» (Les Mariés de l’an II) — реж. Жан-Поль Раппно (Франция-Италия-Румыния, 1971)
- «Алый Первоцвет» (The Scarlet Pimpernel) — реж. Клайв Доннер (Великобритания, 1982).
- «Дантон» (Danton) — реж. Анджей Вайда (Франция, Польша, 1982).
- «Новый мир» (Il Mondo Nuovo), или «Ночь в Варенне» (La Nuit de Varennes) — реж. Этторе Скола (Италия, 1982).
- «Шуаны!» (Chouans!) — реж. Филипп де Брока (Франция, 1988).
- «Повесть о двух городах» (A Tale of Two Citie) — телесериал реж. Майкла Э. Брайанта (Великобритания, 1989), экранизация одноименного романа Ч. Диккенса.
- «Французская революция» (La révolution française) — реж. Робер Энрико, Ричард Т. Хеффрон (Франция, Великобритания, Италия, ФРГ, Канада, 1989).
- «Англичанка и герцог» (L’Anglaise et le Duc) — реж. Эрик Ромер (Франция, 2001).
- «Шарлотта Корде» (Charlotte Corday) — реж. Анри Эльман (Франция, 2008).
- «В тот день всё изменилось» (Ce jour-là, tout a changé) — телесериал реж. Арно Селиньяка (Франция, 2009), эпизод «Побег Людовика XVI» (L'Évasion de Louis XVI) .
- «Шатобриан» (Chateaubriand) — реж. Пьер Акнин (Франция, 2010).
- «Революционерка» (Une femme dans la Révolution) — мини-сериал реж. Жана-Даниэля Верхака (Франция, 2013)
- «Королевский генерал» (Le général du roi) — реж. Нина Компанеец (Франция, 2014).
- «Пришельцы 3: Взятие Бастилии» — реж. Жан-Мари Пуаре (Франция, 2016).
- «Один король — одна Франция» (Un peuple et son roi) — реж. Пьер Шоллер (Франция, Бельгия, 2018).

### О Марии-Антуанетте
- «Мария-Антуанетта» (Marie Antoinette) — реж. В. С. Ван Дайк, Жюльен Дювивье (США, Франция, 1938).
- «Мария-Антуанетта — королева Франции» (Marie-Antoinette reine de France) — реж. Жан Деланнуа (Франция, Италия, 1956).
- «Мария-Антуанетта» (Marie Antoinette) — реж. Ги-Андре Лефранк (Франция, 1975).
- «Австрийка» (L'autrichienne) — реж. Пьер Гранье-Дефер (Франция, 1989).
- «Мария-Антуанетта» (Marie Antoinette) — реж. София Коппола (Франция, США, Япония, 2006).
- «Мария-Антуанетта. Подлинная история» (Marie-Antoinette, la veritable histoire) — реж. Ив Симоно, Франсис Леклер (Франция, Канада, 2006)